# 島根恋旅
「島根恋旅」（しまねこいたび）は、2014年4月9日に発売された水森かおりの22作目のシングル。

## 解説
- 島根県を舞台に恋にやぶれた女のひとり旅を描く旅情演歌・ご当地ソング。歌詞中には山陰本線・宍道湖・ローソク島が登場する。
- オリコン初登場4位を記録した。連続初登場TOP10入りの記録を11作連続に更新。TOP5入りは「ひとり長良川」以来2作ぶり。
- 楽曲のシングル盤は初回限定盤、通常盤、しまねふるさと親善大使「遣島使」就任記念盤の3種類がリリースされた。初回限定盤はDVDが付属している。通常盤としまねふるさと親善大使「遣島使」就任記念盤はCDとカセットの2形態が存在する。
- 2014年12月20日に開催された第47回日本有線大賞で大賞を受賞。

## 収録曲

### 通常盤・初回限定盤
1. 島根恋旅（4分45秒）
作詞：仁井谷俊也／作曲：弦哲也／編曲：伊戸のりお
2. 島根恋旅（オリジナル・カラオケ）
3. 島根恋旅（半音下げカラオケ）
4. 島根恋旅（半音下げカラオケ・ガイドメロ入り）
5. 竹居岬（4分11秒）
作詞・作曲：伊藤薫／編曲：伊戸のりお
6. 竹居岬（オリジナル・カラオケ）
7. 竹居岬（半音下げカラオケ）
8. 竹居岬（半音下げカラオケ・ガイドメロ入り）

【初回限定盤・DVD収録内容】
1. 島根恋旅 ミュージックビデオ
2. 島根恋旅 字幕入りカラオケ
3. 島根恋旅 メイキング映像

### しまねふるさと親善大使「遣島使」就任記念盤
1. 島根恋旅（4分45秒）
作詞：仁井谷俊也／作曲：弦哲也／編曲：伊戸のりお
2. 島根恋旅（オリジナル・カラオケ）
3. 島根恋旅（半音下げカラオケ）
4. 島根恋旅（半音下げカラオケ・ガイドメロ入り）
5. 隠岐旅情
作詞：仁井谷俊也／作曲：弦哲也／編曲：伊戸のりお
6. 隠岐旅情（オリジナル・カラオケ）
7. 隠岐旅情（半音下げカラオケ）
8. 隠岐旅情（半音下げカラオケ・ガイドメロ入り）
9. 津和野
作詞：仁井谷俊也／作曲：伊藤雪彦／編曲：蔦将包
10. 津和野（オリジナル・カラオケ）
11. 津和野（半音下げカラオケ）
12. 津和野（半音下げカラオケ・ガイドメロ入り）